# Persone di nome Jackson
| Questa pagina contiene informazioni ricavate automaticamente dalle voci biografiche con l'ausilio del template Bio e di un bot. L'aggiornamento è periodico e automatico e ricostruisce completamente la pagina. Se manca una persona in questa lista, sei pregato di non aggiungerla, ma accertati piuttosto che la sua voce biografica contenga il template Bio e che i dati anagrafici siano correttamente compilati. Se il template Bio manca, inseriscilo tu stesso o, in alternativa, metti l'avviso {{tmp\|Bio}} che ne segnala la mancanza. Se i dati riportati sono sbagliati, correggi direttamente la voce biografica; le modifiche saranno visibili in questa lista entro pochi giorni. Per chiarimenti vedi il progetto antroponimi. La lista contiene solo le 65 persone che sono citate nell'enciclopedia e per le quali è stato implementato correttamente il template Bio. Pagina aggiornata al 6 ago 2025. |

Questa è una lista di persone presenti nell'enciclopedia che hanno il nome Jackson, suddivise per attività principale.

## Arcivescovi anglicani(1)
- Jackson Ole Sapit, arcivescovo anglicano keniota (n. 1964)

## Attivisti(1)
- Jackson Galaxy, attivista, scrittore e conduttore televisivo statunitense (New York, n. 1966)

## Attori(9)
- Jackson Brundage, attore statunitense (Los Angeles, n. 2001)
- Jackson Douglas, attore statunitense (Kent, n. 1969)
- Jackson A. Dunn, attore statunitense (San Diego, n. 2003)
- Jackson Hurst, attore statunitense (Houston, n. 1979)
- DeForest Kelley, attore statunitense (Atlanta, n. 1920 - Woodland Hills, † 1999)
- Jackson Pace, attore statunitense (Boca Raton, n. 1999)
- Jackson Rathbone, attore statunitense (Singapore, n. 1984)
- Jackson Robert Scott, attore statunitense (Phoenix, n. 2008)
- Jackson White, attore statunitense (n. 1996)

## Calciatori(19)
- Diego, calciatore brasiliano (Macaé, n. 1995)
- Jack Fitzwater, calciatore inglese (Birmingham, n. 1997)
- Jackson Hopkins, calciatore statunitense (Fredericksburg, n. 2004)
- Jackson Irvine, calciatore australiano (Melbourne, n. 1993)
- Jackson Ferreira Silvério, calciatore brasiliano (Recife, n. 1991)
- Jackson Henrique Gonçalves Pereira, ex calciatore brasiliano (Franca, n. 1988)
- Jajá, ex calciatore brasiliano (Ipatinga, n. 1986)
- Jackson Lima, ex calciatore brasiliano (Guarapuava, n. 1982)
- Jackson Mabokgwane, calciatore sudafricano (Polokwane, n. 1988)
- Jackson Martínez, ex calciatore e cantante colombiano (Quibdó, n. 1986)
- Jackson Mendy, calciatore francese (Mont-Saint-Aignan, n. 1987)
- Jackson Muleka, calciatore congolese (Repubblica Democratica del Congo) (Lubumbashi, n. 1999)
- Jackson Mwanza, calciatore zambiano (Lusaka, n. 1987)
- Jackson Porozo, calciatore ecuadoriano (San Lorenzo, n. 2000)
- Jackson Ragen, calciatore statunitense (Seattle, n. 1998)
- Jackson Kenio Santos Laurentino, calciatore brasiliano (Santana do Ipanema, n. 1999)
- Jackson Tchatchoua, calciatore camerunese (Ixelles, n. 2001)
- Jackson Yueill, calciatore statunitense (Bloomington, n. 1997)
- Jackson de Souza, calciatore brasiliano (Cuiabá, n. 1990)

## Canoisti(1)
- Jackson Collins, canoista australiano (Gold Coast, n. 1998)

## Cantanti(2)
- Jackson Kaujeua, cantante, musicista e compositore namibiano (!Huns, n. 1953 - † 2010)
- Jackson Yee, cantante, ballerino e attore cinese (Huaihua, n. 2000)

## Cantautori(2)
- Jackson Browne, cantautore statunitense (Heidelberg, n. 1948)
- Jackson C. Frank, cantautore statunitense (Buffalo, n. 1943 - Great Barrington, † 1999)

## Cestisti(6)
- Buddy Boeheim, cestista statunitense (Fayetteville, n. 1999)
- Jackson Kreuser, cestista statunitense (White Bear Lake, n. 1999)
- Jackson Rowe, cestista canadese (Toronto, n. 1997)
- Jack Spencer, cestista e allenatore di pallacanestro statunitense (Davenport, n. 1923 - Davenport, † 2004)
- Jackson Vroman, cestista statunitense (Laguna, n. 1981 - Contea di Los Angeles, † 2015)
- Jack White, cestista australiano (Traralgon, n. 1997)

## Ciclisti su strada(1)
- Jackson Rodríguez, ciclista su strada venezuelano (Rubio, n. 1985)

## Giocatori di calcio a 5(2)
- Jackson Samurai, giocatore di calcio a 5 brasiliano (Não-Me-Toque, n. 1989)
- Jackson, ex giocatore di calcio a 5 brasiliano (Santa Bárbara, n. 1956)

## Giocatori di football americano(6)
- Jackson Barton, giocatore di football americano statunitense (Salt Lake City, n. 1995)
- Jake Bobo, giocatore di football americano statunitense (North Andover, n. 1998)
- Jackson Carman, giocatore di football americano statunitense (Fairfield, n. 2000)
- Jackson Jeffcoat, giocatore di football americano statunitense (Dallas, n. 1991)
- Jackson Mitchell, giocatore di football americano statunitense (Ridgefield, n. 2001)
- Jackson Powers-Johnson, giocatore di football americano statunitense (Phoenix, n. 2003)

## Giocatori di snooker(1)
- Jackson Page, giocatore di snooker gallese (Ebbw Vale, n. 2001)

## Hockeisti su ghiaccio(1)
- Jackson LaCombe, hockeista su ghiaccio statunitense (Eden Prairie, n. 2001)

## Nuotatori(1)
- Jackson Niyomugabo, ex nuotatore ruandese (Kibuye, n. 1988)

## Ostacolisti(1)
- Jackson Quiñónez, ex ostacolista ecuadoriano (Esmeraldas, n. 1980)

## Pallamanisti(1)
- Jackson Richardson, ex pallamanista e allenatore di pallamano francese (Saint-Pierre, n. 1969)

## Pallavolisti(1)
- Jackson Rivera, pallavolista portoricano (Aguadilla, n. 1987)

## Pesisti(1)
- Jacko Gill, pesista neozelandese (Auckland, n. 1994)

## Piloti automobilistici(1)
- Jack Roush, ex pilota automobilistico, imprenditore e dirigente sportivo statunitense (Covington, n. 1942)

## Rapper(1)
- Jackson Wang, rapper, cantante e conduttore televisivo hongkonghese (Hong Kong, n. 1994)

## Registi(1)
- Jackson Stewart, regista e sceneggiatore statunitense (Tucson, n. 1985)

## Scacchisti(1)
- Jackson Showalter, scacchista statunitense (n. 1860 - † 1935)

## Tennisti(1)
- Jackson Withrow, tennista statunitense (Omaha, n. 1993)

## Tuffatori(1)
- Jackson Rondinelli, tuffatore brasiliano (San Paolo, n. 1994)

## Velocisti(1)
- Jackson Scholz, velocista statunitense (Buchanan, n. 1897 - Delray Beach, † 1986)

## Wrestler(1)
- Jax Dane, wrestler statunitense (Bakewell, n. 1981 - Bakewell, † 2024)